# 斯蒂芬·罗斯
斯蒂芬·阿蘭·「史蒂夫」·罗斯（英語：Stephen Alan "Steve" Ross，1944年2月3日—2017年3月3日）是麻省理工斯隆管理學院弗蘭科·莫迪利安尼金融经济学教授。他是金融经济学中的几个重要的理论和模型的创立者。罗斯最有名的成就是发展套利定价理论（70年代中期），以及在发展中二项式期权定价模型（1979年，也被称为二項期權定價模型）中扮演重要角色。他是风险中性定价的基本财务概念的创立者之一。1985年，他为考克斯–英格索爾–羅斯利率動態模型的建立做出了贡献。